# Thecla thespis
Thecla thespis är en fjärilsart som beskrevs av John Henry Leech 1890. Thecla thespis ingår i släktet Thecla och familjen juvelvingar. Inga underarter finns listade i Catalogue of Life.